# П'єр Бернар
П'єр Бернар (фр. Pierre Bernard, 27 січня 1932, Буассезон — 28 травня 2014, Сестас) — французький футболіст, що грав на позиції воротаря, зокрема за «Бордо», «Сент-Етьєн» та національну збірну Франції.
Мав невеликі, як для голкіпера, габарити, які частково компенсував рухливістю та відмінною реакцією.

## Клубна кар'єра
У дорослому футболі дебютував 1952 року виступами за команду «Бордо», в якій провів п'ять сезонів, взявши участь у 127 матчах чемпіонату.  Більшість часу, проведеного у складі «Бордо», був основним голкіпером команди.
Згодом з 1957 по 1963 рік грав за «Седан» та «Нім-Олімпік», після чого став гравцем «Сент-Етьєна», одного з лідерів тогочасного французького футболу. Захищав його ворота протягом чотирьох років, за цей час двічі виборював титул чемпіона Франції, по три рази ставав володарем Кубка Франції і Суперкубка Франції.
Завершував ігрову кар'єру у команді «Ред Стар», за яку виступав протягом 1967—1969 років.

## Виступи за збірну
1960 року дебютував в офіційних матчах у складі національної збірної Франції.
Загалом протягом кар'єри в національній команді, яка тривала 6 років, провів у її формі 21 матч.
Помер 28 травня 2014 року на 83-му році життя в Сестасі.

## Титули і досягнення
- Чемпіон Франції (2):

«Сент-Етьєн»: 1963—1964, 1966—1967
- Володар Кубка Франції (3):

«Сент-Етьєн»: 1967—1968, 1968—1969, 1973—1974
- Володар Суперкубка Франції (3):

«Сент-Етьєн»: 1967, 1968, 1969